# Rex Gildo
Rex Gildo, właśc. Ludwig Franz Hirtreiter (ur. 2 lipca 1936 w Straubing, zm. 26 października 1999 w Monachium) – niemiecki aktor i piosenkarz. Zasłynął z zaśpiewania takich przebojów jak Fiesta Mexicana lub Speedy Gonzales.

## Życiorys
Rex Gildo urodził się w 1936 roku jako czwarte, najmłodsze dziecko monachijskiego kupca Ludwiga i jego żony, Kathariny z domu Falterer. Ojciec porzucił rodzinę, a młody Gildo ze swoim rodzeństwem i mamą został w Straubing. Jednak jego matka zmarła 8 października 1949 roku na stwardnienie rozsiane i wraz ze swoim rodzeństwem musiał przeprowadzić się do Monachium, do ojca i jego kolejnej żony. Podobnie jak ojciec, rozpoczął pracę jako kupiec w znanym niemieckim domu towarowym Münchner Kaufhaus, jednak marzył o zostaniu aktorem.

## Kariera jako aktor
Zaczął pracować jako statysta w filmach. W 1956 roku otrzymał swoją pierwszą drugoplanową rolę w teatrze Münchner Kammerspiele. Jego pierwszy pseudonim artystyczny to Alexander GIldo (został wymyślony przez dyrektorkę teatru Adę Czechową). Jego debiut filmowy miał miejsce przy okazji premiery filmu Immer wenn der Tag beginnt. Następnie, w 1958 zagrał u boku Conny Froboess (idolki wielu nastolatek w tamtym okresie) w filmie Hula-Hopp, Conny. Później zagrał Freddy’ego w musicalu My Fair Lady w Berlinie. W sumie zagrał w ponad trzydziestu filmach kinowych i telewizyjnych.

## Kariera jako piosenkarz
W 1959 nawiązał współpracę z wytwórnią Electrola i przyjął pseudonim Rex Gildo, który stał się przepustką do kariery scenicznej. Na początku 1960 roku odniósł pierwszy muzyczny sukces z piosenką Sieben Wochen nach Bombay, która osiągnęła 13. miejsce w niemieckiej liście przebojów.
W latach 60. XX wieku odnosił sukcesy z piosenkami takimi jak: Speedy Gonzales lub Abitur der Liebe. Jednakże największe sukcesy osiągnął w duecie z Gitte Hænning jako Gitte und Rex Gildo.
Kariera Rexa Gildo nabrała tempa od 1972, kiedy zaśpiewał piosenkę pt. Fiesta Mexicana, która stała się hitem wszech czasów na niemieckiej liście przebojów i trwale zapisała się w historii niemieckiej muzyki szlagierowej. Piosenka ta doczekała się wielu coverów. Innymi największymi przebojami zaśpiewanymi przez niego są: Marie, der letzte Tanz ist nur für dich, Der letzte Sirtaki, Du, wenn ich je deine liebe verlier oraz Hasta la vista (schönes Mädchen weine nicht).
W 1981 nagrał w telewizji ZDF program Gestatten: Rex Gildo. W tym samym roku osiągnął także sukces z piosenką pt. Du, wenn ich je deine liebe verlier napisaną przez Hanne Haller. W 1985 r. nagrał swoją wersję piosenki zespołu Modern Talking (Do you wanna) pt. Du ich lieb dich przy współpracy z artystami tego zespołu, czyli Dieterem Bohlenem oraz Thomasem Andersem, która jednak nie przyniosła mu większego sukcesu. Następnie podjął współpracę z Uwe Busse (producentem zespołu Die Flippers) oraz Karlheinzem Rupprichem i nagrał takie piosenki jak Mexikanische Nacht oraz Was ist schon eine Nacht.
W latach 90. jego kariera zaczęła powoli wygasać. Jednak udało mu się osiągnąć pomniejsze sukcesy takimi piosenkami jak: Verrückt, verliebt und atemlos, Toujours Amour czy Bella Maddalena (cover do tej piosenki nagrał Toby z Monachium pod tym samym tytułem). Następnie Gildo podejmował współpracę z wytwórniami takimi jak: Dino Music, Bellaphon, Koch Music czy Ariola. W 1993 nagrał program Fiesta Rexicana w telewizji MDR. Jednocześnie jego popularność drastycznie spadła, przez co śpiewał jedynie na festynach czy w galeriach handlowych – zgłaszano, że na koncerty telewizyjne przychodził pijany. Jednak okazało się, że to nie alkohol powodował taki stan, a silne leki, które zażywał – w latach 80. dowiedział się, że cierpi – podobnie jak jego matka – na stwardnienie rozsiane.

## Życie prywatne i śmierć
Rex Gildo był żonaty ze swoją kuzynką Marion aż do swojej śmierci Jednakże było to tzw. lawendowe małżeństwo – Rex Gildo był prawdopodobnie homoseksualistą. Pierwszym jego partnerem prawdopodobnie był jego menadżer Fred Miekley aż do śmierci Miekley’a, a następnie Dave Klingeberg. Wielu piosenkarzy i przyjaciół potwierdzało jego orientację seksualną.
Rex Gildo nosił perukę oraz kłamał często na temat swojego wieku – podawał, że urodził się w 1939 roku – między innymi na jego ostatnim krążku zatytułowanym ...sonst gar nichts widnieje taka informacja.
Ostatni występ Rexa Gildo miał miejsce trzy dni przed jego śmiercią, tj. 23 października 1999 roku w Bad Vilbel w sklepie meblowym. Na jego występie było 3000 gości. Był wyraźnie osłabiony – od dwóch dni był chory i nie wiadomo było czy się pojawi. Tego samego dnia wieczorem wypadł z okna z drugiego piętra ze swojego mieszkania w Monachium. Trzy dni później zmarł w wyniku poniesionych obrażeń. Według zeznań świadków wyglądało to na samobójstwo. Spoczął na Cmentarzu Wschodnim w Monachium obok swojego menedżera Freda Miekleya. W 2019 roku w tymże grobie spoczęła jego kuzynka i żona Marion Hirtreiter.
W 2022 roku powstał film pt. Rex Gildo – Der Letzte Tanz w reżyserii Rosy von Praunheim opowiadający o życiu piosenkarza.

## Wybrana dyskografia
- Schlager Rendezvous mit Rex Gildo (1967)
- Mein Autogramm (1972)
- Verliebt… (1973)
- Der letzte Sirtaki – Schlager-Rendezvous mit Rex Gildo (1975)
- Gestatten, Rex Gildo (1981)
- Erinnerung an deine Zärtlichkeit (1989)
- Im Namen der Sehnsucht (1994)
- Gefühle des Lebens (1996)
- Absolute Liebe (1997)
- …sonst gar nichts (2000)

## Wybrana filmografia
- 1957: Immer wenn der Tag beginnt
- 1958: Schmutziger Engel
- 1958: Wenn die Conny mit dem Peter
- 1959: Hula-Hopp, Conny
- 1959: Ja, so ein Mädchen mit 16
- 1960: Mit 17 weint man nicht
- 1960: Meine Nichte tut das nicht
- 1960: Marina
- 1960: Schlagerparade 1960
- 1960: O sole mio
- 1961: Schlagerparade 1961
- 1961: Am Sonntag will mein Süßer mit mir segeln gehn
- 1961: Was macht Papa denn in Italien?
- 1962: Tanze mit mir in den Morgen
- 1962: Café Oriental
- 1963: Sing, aber spiel nicht mit mir
- 1963: Unsere tollen Nichten
- 1963: Und wenn der ganze Schnee verbrennt (Zwei blaue Vergissmeinnicht)
- 1963: Apartment-Zauber
- 1963: Maskenball bei Scotland Yard
- 1964: Jetzt dreht die Welt sich nur um dich
- 1965: Tausend Takte Übermut
- 1968: Otto ist auf Frauen scharf
- 1970: Was ist denn bloß mit Willi los?
- 1973: Unsere Tante ist das Letzte